# Hibiscus verbasciformis
Hibiscus verbasciformis är en malvaväxtart som beskrevs av Johann Friedrich Klotzsch. Hibiscus verbasciformis ingår i Hibiskussläktet som ingår i familjen malvaväxter. Inga underarter finns listade i Catalogue of Life.